# Uonukuhihifo
Uonukuhihifo è un'isola disabitata delle Tonga. Amministrativamente appartiene alla divisione Haʻapai, nel distretto di 'Uiha.
Si colloca nella parte orientale del paese, 150 km a nord-est di Nukuʻalofa, la capitale del paese.

## Geografia
L'isola si trova sulla punta meridionale della barriera corallina proveniente da 'Uiha. Le isole più vicine sono Uonukuhahake e Tofanga.

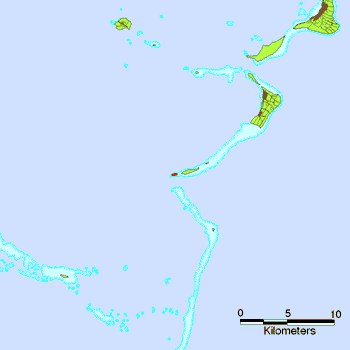
Posizione dell'isola Uonukuhihifo, nell'arcipelago Haʻapai.
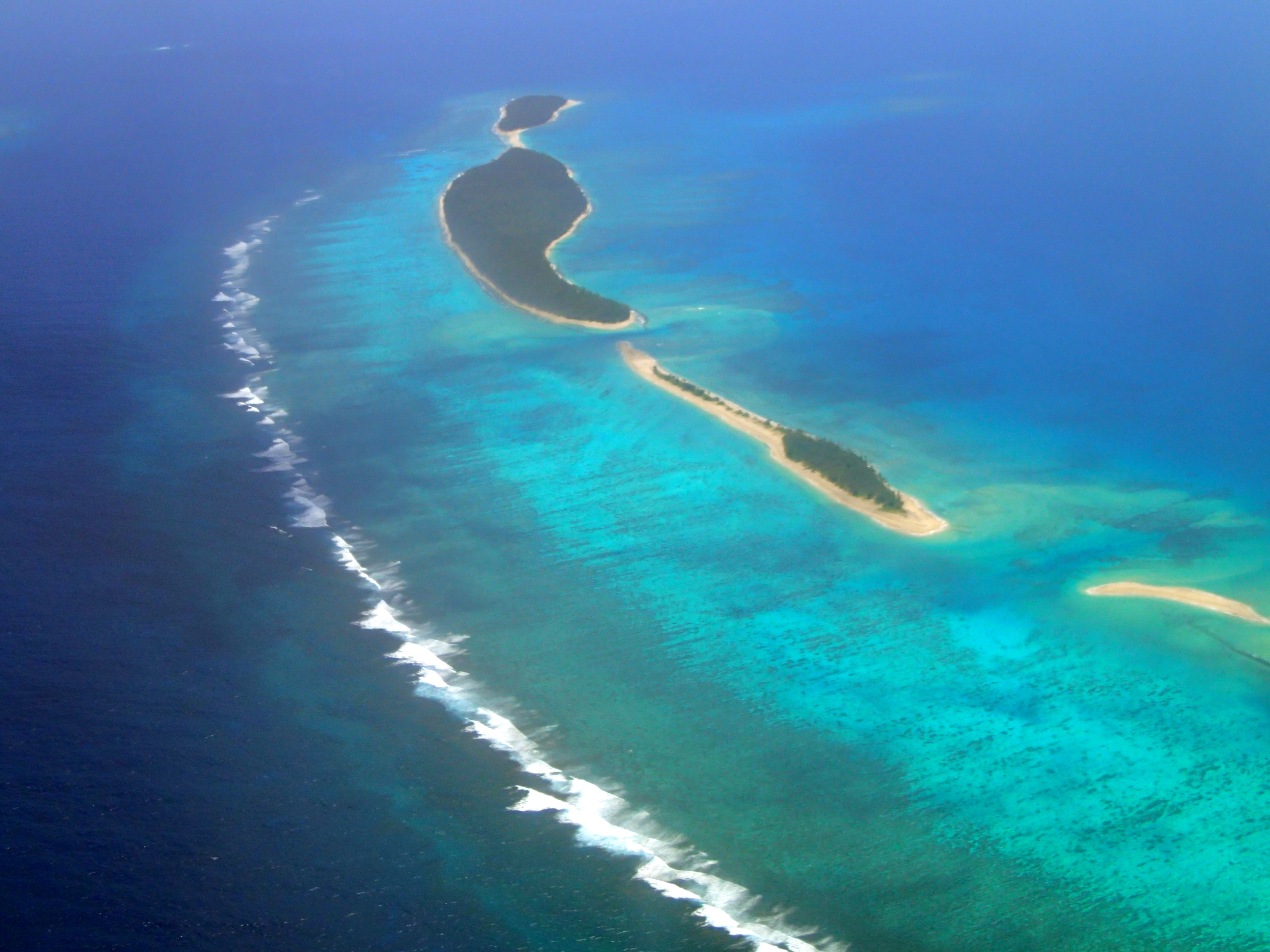
Ll'isola di Uonukuhihifo (a nord) vicino alle isole Uonukuhahake e Tofanga.